# Fontana di Cibele
La fontana di Cibele (in spagnolo fuente de Cibeles) si trova nella città di Madrid, in Spagna, in Plaza de Cibeles.

## Storia
Venne installata nel 1782 nel Paseo del Prado, assieme al Palacio de Buenavista, di fronte alla fontana di Nettuno (attualmente nel centro della plaza de Cánovas del Castillo, nel Paseo del Prado assieme al Palacio de Villahermosa, attuale Museo Thyssen-Bornemisza, e all'Hotel Palace). Comprende la dea Cibele, (Cibeles in spagnolo), simbolo della terra, dell'agricoltura e della fecondità, su di un carro tirato da leoni. L'attuale piazza si chiamò al principio Plaza de Madrid e nell'anno 1900 prese il nome di plaza de Castelar. Oggigiorno è delimitata dai grandi edifici del Palacio de Buenavista (quartier generale dell'Esercito), Palacio de Linares (Casa de América), Palacio de Comunicaciones (prima sede delle Poste e attualmente del municipio di Madrid) e del Banco de España.
Gli incaricati della realizzazione furono Francisco Gutiérrez (figura della dea e il carro), Roberto Michel (i leoni) e il decoratore Miguel Ximénez, d'accordo con il progetto di Ventura Rodríguez. La dea e i leoni furono scolpiti in marmo cárdeno del paese di Montesclaros (Toledo), e il resto in pietra di Redueña, località situata a 53 km a nord di Madrid, vicino alla sierra de La Cabrera.
Il fatto che si trovi in un luogo così centrale, la sua movimentata storia, e perfino tradizioni recenti come luogo di celebrazioni sportive hanno contribuito a far sì che sia uno dei più conosciuti simboli di Madrid.